# Recopa Sudamericana 2017
La Recopa Sudamericana 2017 è stata la venticinquesima edizione della Recopa Sudamericana. Si tratta di una finale con partite di andata e ritorno tra i vincitori della Coppa Libertadores dell'anno precedente e i vincitori della Coppa Sudamericana dell'anno precedente, ovvero l'Atlético Nacional e la Chapecoense.
La partita d'andata si è giocata il 4 aprile all'Arena Condá, casa della Chapecoense, mentre la gara di ritorno si è giocata il 10 maggio allo Stadio Atanasio Girardot, casa dell'Atlético Nacional. La competizione è stata vinta dall'Atlético Nacional che ha vinto la gara di ritorno per 4-1, ribaltando così la sconfitta nella gara di andata terminata 2-1 per i brasiliani.

## Tabellini

### Andata
| Arbitro: | Mario Díaz de Vivar |

|                                     |           |            |
| Reinaldo 23’ (rig.) Luiz Otávio 73’ | Marcatori | 58’ Torres |

| Chapecoense | Atlético Nacional |

### Ritorno
| Arbitro: | Roberto Tobar |

|                                  |           |                   |
| Moreno 1’, 66’ Ibargüen 30’, 79’ | Marcatori | 82’ Túlio de Melo |

| Atlético Nacional | Chapecoense |